# Orazio Gentileschi

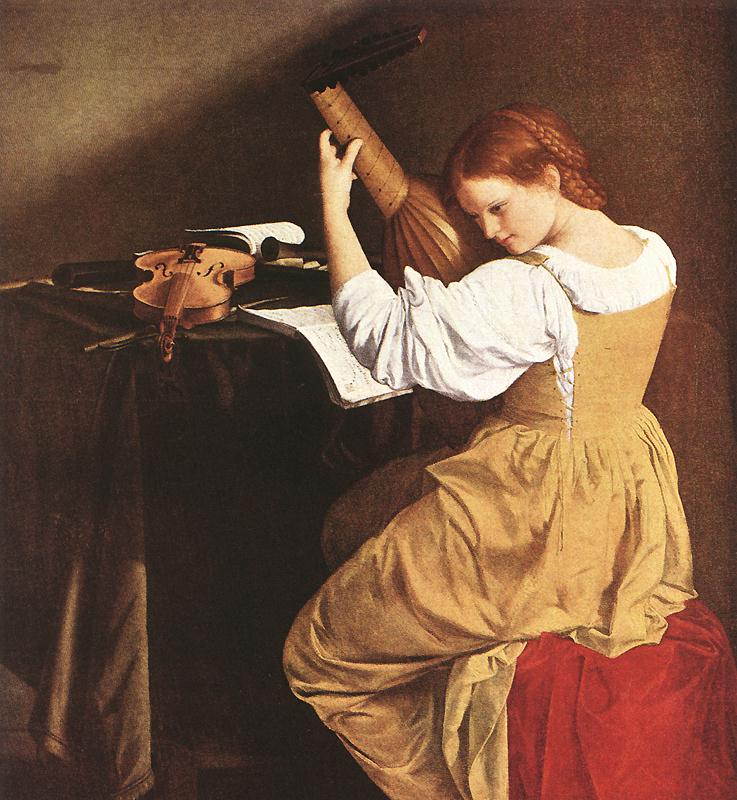
Lutspelerska (cirka 1626). National Gallery of Art i Washington, D.C..

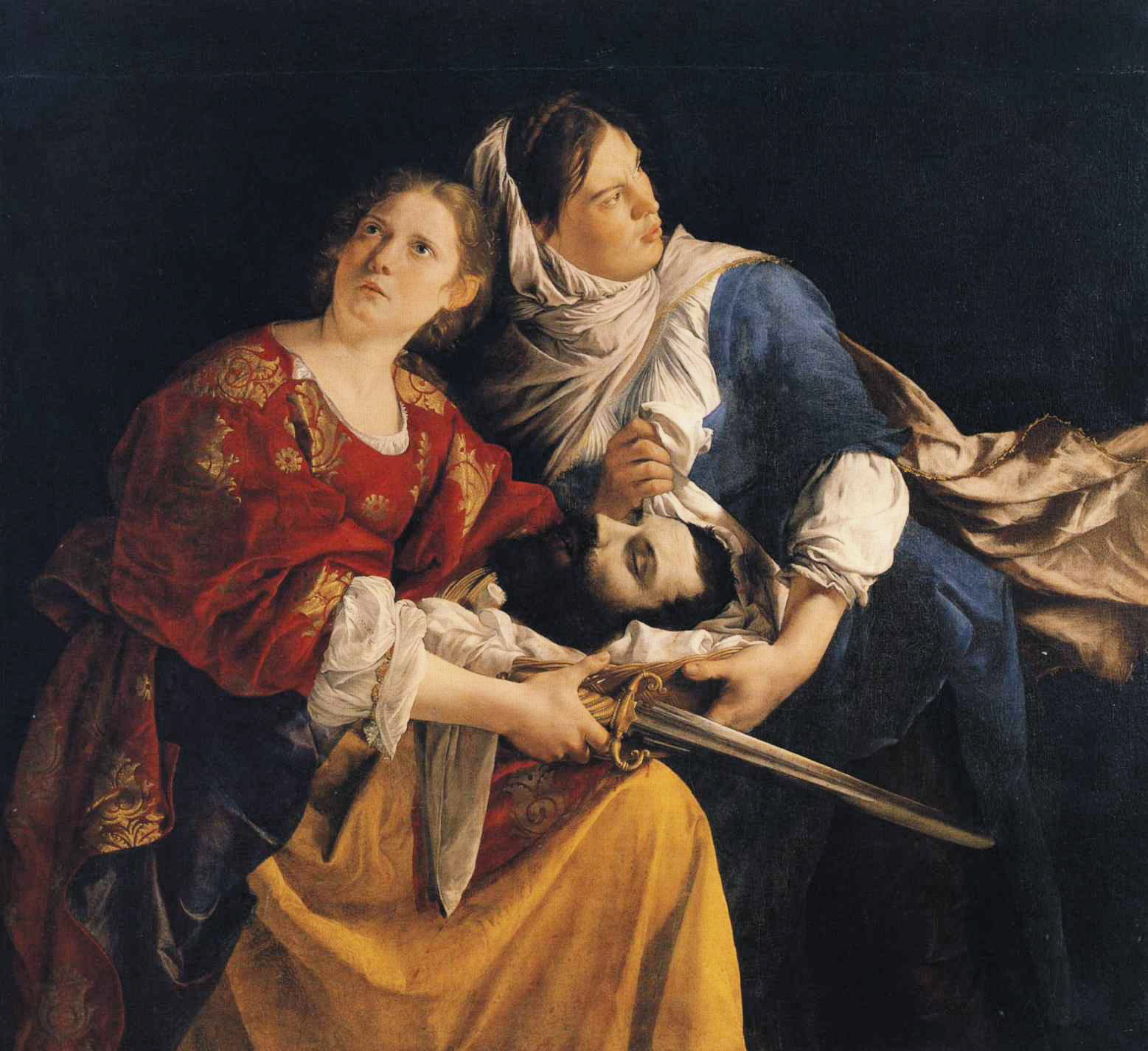
Judit och hennes tjänarinna med Holofernes huvud (1621–1624), Wadsworth Atheneum Museum of Art.

Orazio Gentileschi, född 9 juli 1563 i Pisa i Italien, död 11 september 1639 i London, var en [[Fil:italiensk målare under manierismen och barocken, eminiatyr|aggio]]. Han var far till Artemisia 
.
Gentileschi verkade från 1586 i Rom, och från 1626 var han hovmålare hos Karl I av England. Hans måleri gick i en känslomässigt lättare stil, och hans färgskala blev så småningom ljusare än Caravaggios, även om dennes naturalistiska stil även i fortsättningen utövade det dominerande inflytandet på Gentileschis verk.